# Farhad Bitani
Farhad Bitani (Kabul, 20 settembre 1986) è uno scrittore afghano con cittadinanza italiana, ultimo figlio di un generale di Corpo d'Armata afghano, che ha servito come ufficiale nell'Esercito afghano durante la missione ISAF. Nel 2012 si è congedato dall'Esercito per dedicarsi alla promozione della pace e del dialogo interreligioso e interculturale. È uno dei fondatori del GAF Global Afghan Forum.

## Biografia
Nasce a Kabul il 20 settembre 1986, ultimo di sei figli. Suo padre è un generale che combatte per liberare l'Afghanistan dalla dominazione sovietica. Fin dai primi anni della sua infanzia si abitua a vivere a contatto con la guerra, della quale sperimenta tutte le passioni attraverso i successi e le sconfitte di suo padre. Dopo la caduta del governo di Najibullah la famiglia si trasferisce a Maymana.
Dal 1997, in seguito all'arresto del padre caduto nelle mani dei talebani, Farhad vive per due anni a Kabul in condizione di estrema povertà con la madre e un fratello.
Nel 1999 il padre riesce a evadere dal carcere talebano di Kandahar e la famiglia si trasferisce in Iran.
Nel 2002, con l'inizio dell'Operazione Enduring Freedom, la famiglia di Farhad si trasferisce nuovamente a Kabul.
Nel 2004 il padre di Farhad viene nominato addetto militare presso l'Ambasciata dell'Afghanistan in Italia e nel 2005 la famiglia si stabilisce a Roma.
Nel 2006 Farhad è ammesso al 188º corso dall'Accademia militare di Modena; completato il biennio in Accademia si trasferisce a Torino per gli studi superiori presso la Scuola di applicazione e Istituto di studi militari dell'Esercito.
Nel 2011, durante un periodo di licenza in Afghanistan, subisce un attentato da parte di un commando di talebani. Sopravvissuto all'attacco, incomincia una riflessione sulla propria vita che lo conduce a un radicale cambiamento: depone le armi, chiede e ottiene asilo in Italia, dove incomincia un capillare lavoro di informazione e dialogo interreligioso e interculturale.
Dopo la pubblicazione, nel 2014, della prima edizione del suo libro autobiografico L'ultimo lenzuolo bianco, successivamente tradotto anche in inglese e in spagnolo, diventa protagonista di molte conferenze in Italia e non solo, in cui racconta la sua esperienza in Afghanistan e il percorso di riflessione e cambiamento intrapreso dal suo arrivo in Italia.
Nel 2018 Roberta Colombo realizza un componimento teatrale intitolato L'ultimo lenzuolo bianco - Il punto bianco nel cuore dell'uomo, tratto dall'autobiografia di Farhad.
È socio fondatore del Global Afghan Forum, un'organizzazione di giovani afghani residenti in diversi paesi del mondo, che lavorano per la costruzione di una comunità umana più educata, prospera, sicura e giusta.
È stato vice presidente dell'associazione Hands for adoptions, associazione europea no profit che si occupa di adozioni internazionali rivolgendosi alle famiglie adottive, soprattutto nella fase post adozione attraverso figure esperte nel campo della psicologia, sociologia, assistenza sociale e familiare.
Dal 2020 è co-fondatore del marchio italiano F&R Art Creations.

## Vicende giudiziarie
Nel giugno 2022 fu arrestato su ordine della Procura di Torino nell'ambito di un'indagine sul rilascio dei permessi di soggiorno.

## Pubblicazioni

### Libri
- L'ultimo lenzuolo bianco (2014)
- Addio Kabul, con Domenico Quirico (2021)
- Farhad va in Italia, con Roberta Colombo (2023)

### Racconti
- La mappa e l'uomo (2016)